# George Allanson
George Allanson foi o arquidiácono da Cornualha de 14 de setembro de 1737 até à sua morte em 1741.
Allanson nasceu na cidade de Londres, foi educado na Christ Church, Oxford, onde se matriculou em 1713, aos 18 anos, obtendo BA em 1717 e MA em 1720. Foi admitido no Middle Temple em 1713. Allanson também foi reitor de St Tudy, Cornualha, 1727, vigário de St Gluvias, 1730, prebendário da Catedral de Exeter em 1730.